# Veronika Kellndorfer
Veronika Kellndorfer (née en 1962 à Munich) est une artiste contemporaine allemande.

## Biographie
Veronika Kellndorfer étudie à l'université des arts appliqués de Vienne et à l'université des arts de Berlin. Elle fut invitée à la Villa Serpentara, Olevano Romana (1996), à l'Akademie Schloss Solitude, Stuttgart (2000), à la Villa Aurora, Los Angeles (2003), à la Villa Massimo, Rome (2005), à la Villa Kamogawa Kyoto (2012) et au Senior Fellow am IKKM, université Bauhaus de Weimar (2014).
Veronika Kellndorfer est membre de la Deutscher Künstlerbund.

## Œuvre

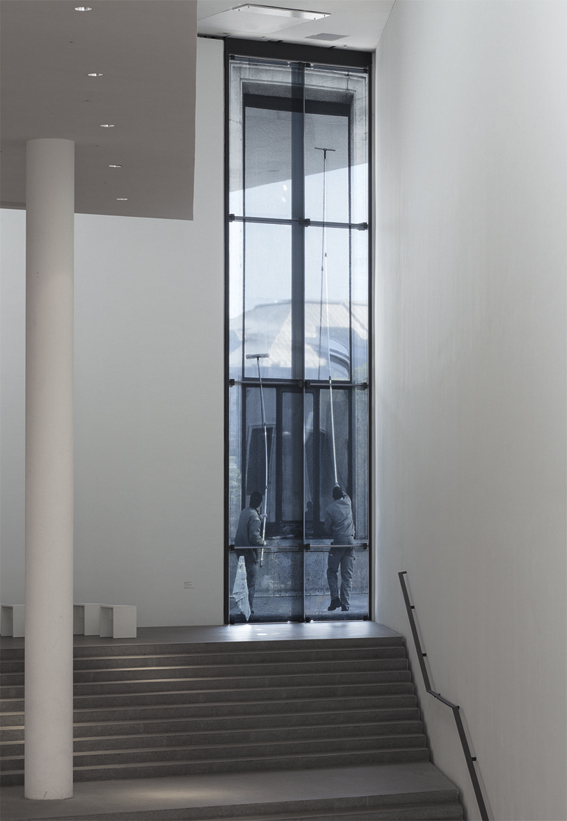
French window

Le thème central de l'œuvre de Kellndorfer est l'architecture, dans laquelle le passé et le présent d'une société se manifestent selon l'artiste. Kellndorfer utilise une chambre photographique pour prendre des bâtiments modernes privés et publics (des années 1920 aux années 1960), y compris des icônes architecturales de Rudolf Schindler, Lina Bo Bardi et Erich Mendelsohn, mais aussi des immeubles anonymes de l'architecture allemande. Kellndorfer transfère des extraits de ces architectures dans d'autres situations spatiales et urbaines sous forme de sérigraphie sur du verre, créant ainsi de nouveaux contextes ambigus. Ces couches spatiales définissent l'image comme une interface médiatique où différents niveaux de réalité et de référence se rencontrent et s'ouvrent.